# Copa Airlines
A Copa Airlines (Compañía Panameña de Aviación, S.A.) é uma companhia aérea panamenha. Seu hub principal é a Cidade do Panamá (IATA: PTY). A Copa Airlines, subsidiária da Copa Holding S.A., é uma das principais companhias aéreas da América Latina. Operando a partir do estratégico hub das Américas na cidade do Panamá, opera 315 voos diários para 86 destinos em 33 países, entre América do Norte, América do Sul, América Central e Caribe. Pedro Heilbron é o Director Geral da Copa Holdings e Copa Airlines.

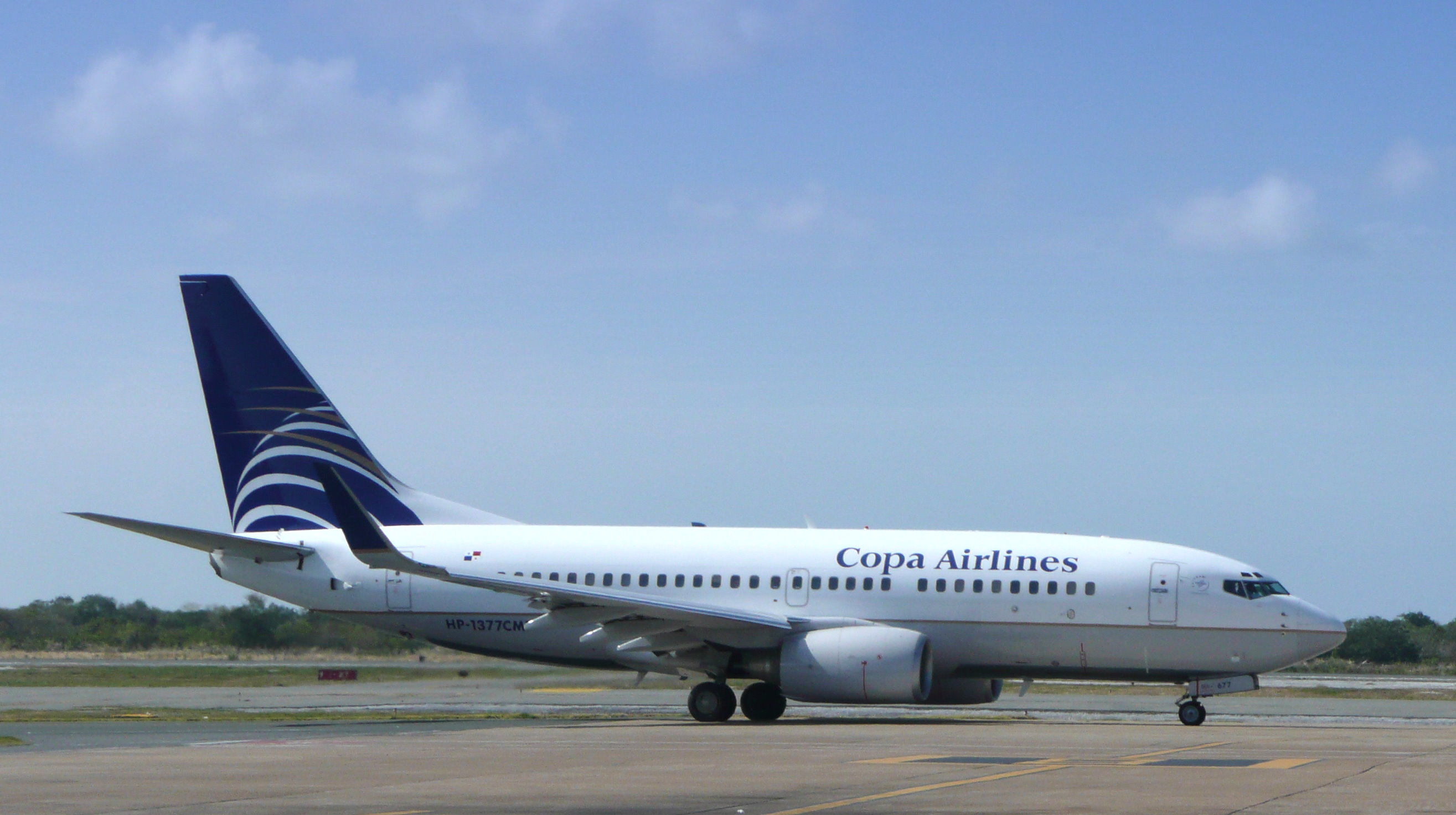
Boeing 737 Copa Airlines no Aeroporto Internacional de Punta Cana.

## Frota
| Aeronave          | Total | Pedidos | Passageiros | Observação |
| ----------------- | ----- | ------- | ----------- | ---------- |
| Boeing 737-700    | 9     | --      | 124         |            |
| Boeing 737-800    | 58    | --      | 160         | -          |
| Boeing 737 Max 8  | 3     | 40      |             | -          |
| Boeing 737 Max 9  | 32    | 40      | 166         | -          |
| Boeing 737 Max 10 | -     | 15      | -           | -          |
| Total             | 102   | 55      | -           | -          |

### Boeing 737-700
| Prefixo    | Número de série | Entregue em (idade)              | Notas |
| ---------- | --------------- | -------------------------------- | ----- |
| HP-1372CMP | 399             | 21 de outubro de 1999 (25 anos)  |       |
| HP-1373CMP | 459             | 20 de janeiro de 2000 (25 anos)  |       |
| HP-1374CMP | 494             | 17 de abril de 2000 (24 anos)    |       |
| HP-1375CMP | 558             | 19 de maio de 2000 (24 anos)     |       |
| HP-1376CMP | 574             | 7 de junho de 2000 (24 anos)     |       |
| HP-1377CMP | 1161            | 20 de junho de 2002 (22 anos)    |       |
| HP-1378CMP | 1161            | 11 de julho de 2002 (22 anos)    |       |
| HP-1520CMP | 1376            | 10 de setembro de 2003 (21 anos) |       |
| HP-1521CMP | 1379            | 22 de outubro de 2003 (21 anos)  |       |
| HP-1530CMP | 1962            | 24 de junho de 2006 (18 anos)    |       |
| HP-1531CMP | 1995            | 19 de julho de 2006 (18 anos)    |       |

### Boeing 737-800
| Prefixo    | Número de série | Entregue em (idade)               | Notas                                                    |
| ---------- | --------------- | --------------------------------- | -------------------------------------------------------- |
| HP-1522CMP | 1387            | 6 de outubro de 2003 (21 anos)    |                                                          |
| HP-1523CMP | 1397            | 5 de novembro de 2003 (21 anos)   |                                                          |
| HP-1526CMP | 1585            | 7 de outubro de 2004 (20 anos)    |                                                          |
| HP-1533CMP | 2423            | 1 de novembro de 2007 (17 anos)   | "Major League Baseball" special colours Apr 2015         |
| HP-1534CMP | 2624            | 5 de junho de 2008 (16 anos)      | "Panama National Football team" special colours Nov 2015 |
| HP-1535CMP | 2805            | 12 de fevereiro de 2009 (16 anos) |                                                          |
| HP-1537CMP | 3114            | 19 de janeiro de 2010 (15 anos)   |                                                          |
| HP-1538CMP | 3130            | 29 de dezembro de 2009 (15 anos)  |                                                          |
| HP-1539CMP | 3151            | 19 de março de 2010 (15 anos)     |                                                          |
| HP-1711CMP | 3265            | 7 de maio de 2010 (14 anos)       | 70 años (70 years)                                       |
| HP-1712CMP | 3267            | 28 de abril de 2010 (14 anos)     |                                                          |
| HP-1713CMP | 3455            | 29 de novembro de 2010 (14 anos)  |                                                          |
| HP-1714CMP | 3476            | 1 de dezembro de 2010 (14 anos)   |                                                          |
| HP-1715CMP | 3500            | 21 de dezembro de 2010 (14 anos)  |                                                          |
| HP-1716CMP | 3567            | 4 de março de 2011 (14 anos)      |                                                          |
| HP-1717CMP | 3595            | 30 de março de 2011 (13 anos)     |                                                          |
| HP-1718CMP | 3611            | 14 de abril de 2011 (13 anos)     |                                                          |
| HP-1719CMP | 3695            | 8 de julho de 2011 (13 anos)      |                                                          |
| HP-1720CMP | 3739            | 12 de agosto de 2011 (13 anos)    |                                                          |
| HP-1721CMP | 3751            | 25 de agosto de 2011 (13 anos)    |                                                          |
| HP-1722CMP | 3761            | 2 de setembro de 2011 (13 anos)   |                                                          |
| HP-1723CMP | 3781            | 23 de setembro de 2011 (13 anos)  |                                                          |
| HP-1724CMP | 3810            | 21 de outubro de 2011 (13 anos)   |                                                          |
| HP-1725CMP | 3839            | 23 de novembro de 2011 (13 anos)  |                                                          |
| HP-1726CMP | 3919            | 8 de fevereiro de 2012 (13 anos)  |                                                          |
| HP-1727CMP | 3956            | 9 de março de 2011 (14 anos)      |                                                          |
| HP-1728CMP | 3971            | 21 de março de 2012 (12 anos)     | Star Alliance                                            |
| HP-1729CMP | 3977            | 27 de março de 2012 (12 anos)     |                                                          |
| HP-1730CMP | 3988            | 5 de abril de 2012 (12 anos)      | Visit Panama Sticker                                     |
| HP-1821CMP | 4005            | 20 de abril de 2012 (12 anos)     |                                                          |
| HP-1822CMP | 4033            | 16 de maio de 2012 (12 anos)      |                                                          |
| HP-1823CMP | 4051            | 30 de maio de 2012 (12 anos)      | Star Alliance                                            |
| HP-1824CMP | 4083            | 27 de junho de 2012 (12 anos)     |                                                          |
| HP-1825CMP | 4179            | 19 de setembro de 2012 (12 anos)  | Biomuseo                                                 |
| HP-1826CMP | 4189            | 26 de setembro de 2012 (12 anos)  |                                                          |
| HP-1827CMP | 4221            | 23 de outubro de 2012 (12 anos)   |                                                          |
| HP-1828CMP | 4233            | 2 de novembro de 2012 (12 anos)   |                                                          |
| HP-1829CMP | 4361            | 28 de fevereiro de 2013 (12 anos) |                                                          |
| HP-1830CMP | 4396            | 28 de março de 2013 (11 anos)     | Star Alliance                                            |
| HP-1831CMP | 4398            | 3 de abril de 2013 (11 anos)      |                                                          |
| HP-1832CMP | 4552            | 2 de agosto de 2013 (11 anos)     |                                                          |
| HP-1833CMP | 4562            | 9 de agosto de 2013 (11 anos)     |                                                          |
| HP-1834CMP | 4588            | 4 de setembro de 2013 (11 anos)   |                                                          |
| HP-1835CMP | 4626            | 16 de outubro de 2013 (11 anos)   |                                                          |
| HP-1836CMP | 4846            | 28 de março de 2014 (10 anos)     |                                                          |
| HP-1837CMP | 4857            | 9 de abril de 2014 (10 anos)      |                                                          |
| HP-1838CMP | 4956            | 18 de junho de 2014 (10 anos)     |                                                          |
| HP-1839CMP | 4975            | 2 de julho de 2014 (10 anos)      |                                                          |
| HP-1840CMP | 5014            | 6 de agosto de 2014 (10 anos)     |                                                          |
| HP-1841CMP | 5059            | 3 de setembro de 2014 (10 anos)   | Retro                                                    |
| HP-1842CMP | 5100            | 2 de outubro de 2014 (10 anos)    |                                                          |
| HP-1843CMP | 5144            | 5 de novembro de 2014 (10 anos)   |                                                          |
| HP-1844CMP | 5342            | 27 de março de 2015 (9 anos)      |                                                          |
| HP-1845CMP | 5357            | 10 de abril de 2015 (9 anos)      |                                                          |
| HP-1846CMP | 5417            | 22 de maio de 2015 (9 anos)       |                                                          |
| HP-1847CMP | 5535            | 19 de agosto de 2015 (9 anos)     |                                                          |
| HP-1848CMP | 5543            | 21 de agosto de 2015 (9 anos)     |                                                          |
| HP-1849CMP | 5607            | 9 de outubro de 2015 (9 anos)     | ConnectMiles.com                                         |
| HP-1850CMP | 5619            | 20 de outubro de 2015 (9 anos)    |                                                          |
| HP-1851CMP | 5631            | 22 de outubro de 2015 (9 anos)    |                                                          |
| HP-1852CMP | 5667            | 20 de novembro de 2015 (9 anos)   |                                                          |
| HP-1853CMP | 5962            | 29 de junho de 2016 (8 anos)      |                                                          |
| HP-1854CMP | 6221            | 12 de janeiro de 2017 (8 anos)    |                                                          |
| HP-1855CMP | 6297            | 3 de março de 2017 (8 anos)       |                                                          |
| HP-1856CMP | 6757            | 19 de janeiro de 2018 (7 anos)    |                                                          |
| HP-1857CMP | 6898            | 16 de abril de 2018 (6 anos)      |                                                          |

### Boeing 737 MAX 8
| Prefixo    | Número de série | Entregue em (idade)           | Notas |
| ---------- | --------------- | ----------------------------- | ----- |
| HP-9801CMP | 44203           | 30 de julho de 2024 (7 meses) |       |

### Boeing 737 MAX 9
| Prefixo    | Número de série | Entregue em (idade)              | Notas                |
| ---------- | --------------- | -------------------------------- | -------------------- |
| HP-9901CMP | 7096            | 30 de agosto de 2018 (6 anos)    |                      |
| HP-9902CMP | 7196            | 2 de janeiro de 2018 (7 anos)    |                      |
| HP-9903CMP | 7208            | 30 de outubro de 2018 (6 anos)   |                      |
| HP-9904CMP | 7246            | 20 de novembro de 2018 (6 anos)  |                      |
| HP-9905CMP | 7306            | 10 de janeiro de 2019 (6 anos)   |                      |
| HP-9906CMP | 7384            | 22 de fevereiro de 2019 (6 anos) |                      |
| HP-9907CMP | 7448            | 13 de janeiro de 2021 (4 anos)   |                      |
| HP-9908CMP | 7473            | 22 de dezembro de 2020 (4 anos)  |                      |
| HP-9909CMP | 7543            | 23 de janeiro de 2021 (4 anos)   |                      |
| HP-9910CMP | 7702            | 2 de fevereiro de 2021 (4 anos)  |                      |
| HP-9911CMP | 7772            | 19 de fevereiro de 2021 (4 anos) |                      |
| HP-9912CMP | 7793            | 3 de março de 2021 (4 anos)      |                      |
| HP-9913CMP | 7884            | 29 de março de 2021 (3 anos)     |                      |
| HP-9914CMP | 8157            | 1 de janeiro de 2022 (3 anos)    |                      |
| HP-9915CMP | 8168            | 25 de janeiro de 2022 (3 anos)   |                      |
| HP-9916CMP | 8176            | 12 de fevereiro de 2022 (3 anos) |                      |
| HP-9917CMP | 8241            | 1 de junho de 2022 (2 anos)      |                      |
| HP-9918CMP | 8319            | 11 de agosto de 2022 (2 anos)    |                      |
| HP-9919CMP | 8388            | 26 de outubro de 2022 (2 anos)   |                      |
| HP-9920CMP | 8424            | 22 de novembro de 2022 (2 anos)  |                      |
| HP-9921CMP | 8492            | 1 de fevereiro de 2023 (2 anos)  |                      |
| HP-9922CMP | 8525            | 10 de março de 2023 (2 anos)     |                      |
| HP-9923CMP | 8590            | 24 de maio de 2023 (1 ano)       |                      |
| HP-9924CMP | 8644            | 24 de junho de 2023 (1 ano)      |                      |
| HP-9925CMP | 8654            | 12 de julho de 2023 (1 ano)      |                      |
| HP-9926CMP | 8737            | 19 de setembro de 2023 (1 ano)   | Hazlo a Tiempo       |
| HP-9927CMP | 8756            | 1 de novembro de 2023 (1 ano)    | Panama Live for More |
| HP-9928CMP | 8811            | 1 de novembro de 2023 (1 ano)    |                      |
| HP-9929CMP | 8826            | 21 de novembro de 2023 (1 ano)   |                      |
| HP-9930CMP | 8858            | On Order                         |                      |
| HP-9931CMP | 8877            | 30 de abril de 2024 (10 meses)   |                      |
| HP-9932CMP | 8886            | On Order                         |                      |

## Serviços

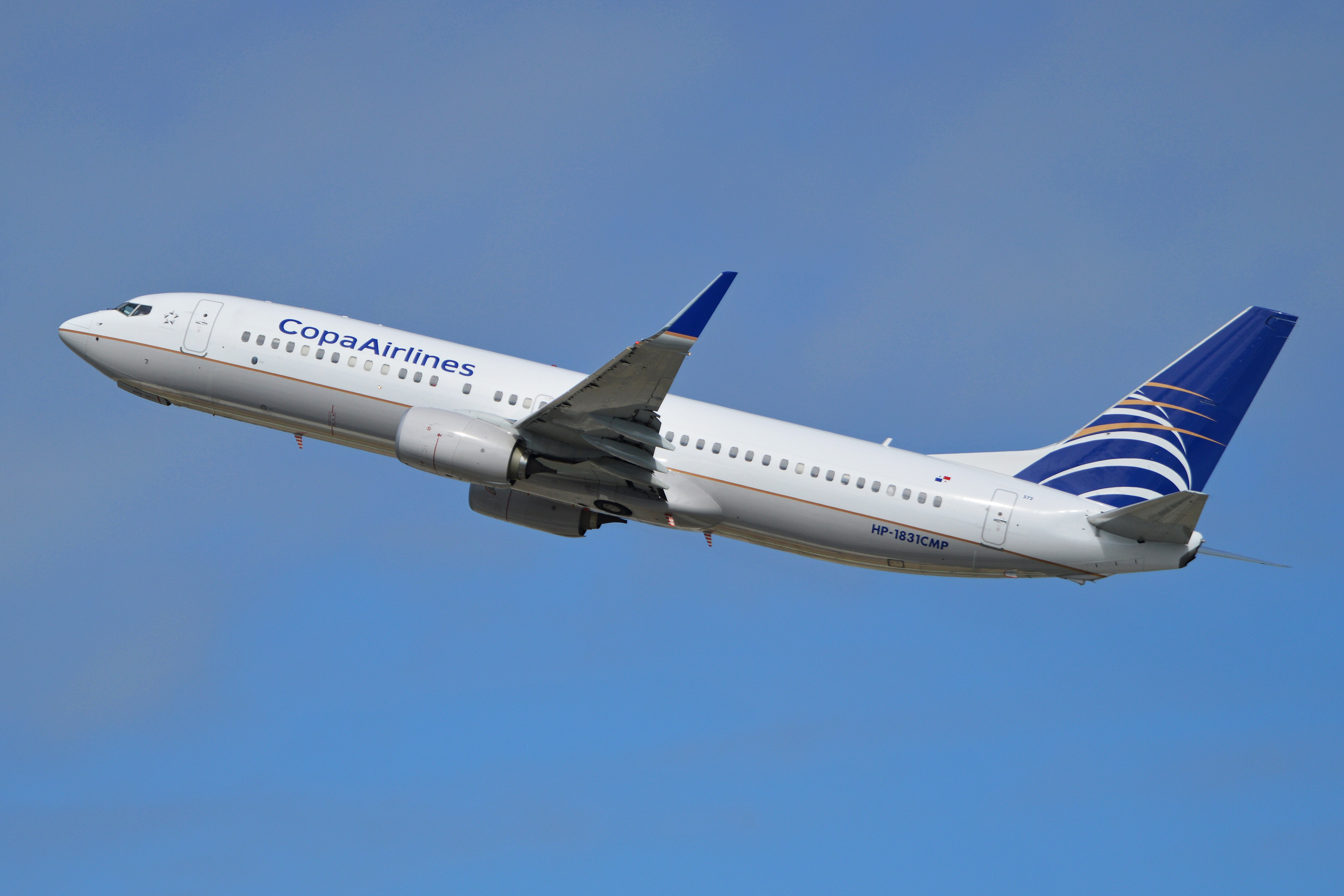
Copa Airlines Boeing 737-800 decolando de Aeroporto Internacional de Los Angeles, na Califórnia (2014)

### Business Class
Assentos executivos estão disponíveis em todas as aeronaves. Os passageiros da Classe Executiva fazem check-in em balcões separados e têm prioridade no embarque e manuseio de bagagem, acesso ao Copa Club e outras salas VIP de companhias aéreas e milhas bônus para o programa ConnectMiles. O serviço a bordo inclui bebidas antes da partida, refeições com vários pratos e travesseiros e cobertores (dependendo do tipo e duração do voo) em todos os voos internacionais. A Classe Executiva também está equipada com assentos de couro reclináveis com apoios para os pés e apoio de cabeça ajustável ou um produto de cama reclinável em sua frota 737MAX, que também inclui uma tomada elétrica de 120 V, uma bandeja grande, uma porta USB e áudio-vídeo pessoal. Tela de demanda (AVOD).

#### Configuração especial do 737 MAX-9 da Copa Airlines
As aeronaves Boeing 737 MAX-9 da Copa Airlines oferecem benefícios especiais projetados para oferecer mais conforto e comodidade durante o voo, como a exclusiva Dreams Business Class, que possui 16 camas planas e telas sensíveis ao toque de última geração de 16 polegadas.

### Economy Class
Assentos da classe econômica estão disponíveis em todas as aeronaves. Os assentos da classe econômica nos novos Boeing 737-800 apresentam encosto de cabeça ajustável e telas (AVOD) pessoal sensível ao toque de 5 polegadas (13 cm), enquanto os 737-800 mais antigos oferecem entretenimento em telas retráteis acima dos assentos. Todos os Boeing 737 também são equipados com antena de rádio, que permite aos passageiros ouvir uma ampla lista de músicas e instrumentais em doze canais. Alimentos e lanches estão disponíveis em voos domésticos, de curta distância e alguns voos internacionais de médio curso. As refeições completas são gratuitas em todos os outros voos internacionais de médio e longo curso. As bebidas alcoólicas são gratuitas para passageiros da classe econômica em todos os voos.
Além disso, a cabine principal conta com 24 assentos Economy Extra, com mais espaço, mais opções de entretenimento e mais conforto. Além disso, a cabine principal possui portas USB em cada assento e compartimentos superiores maiores.

### ConnectMiles

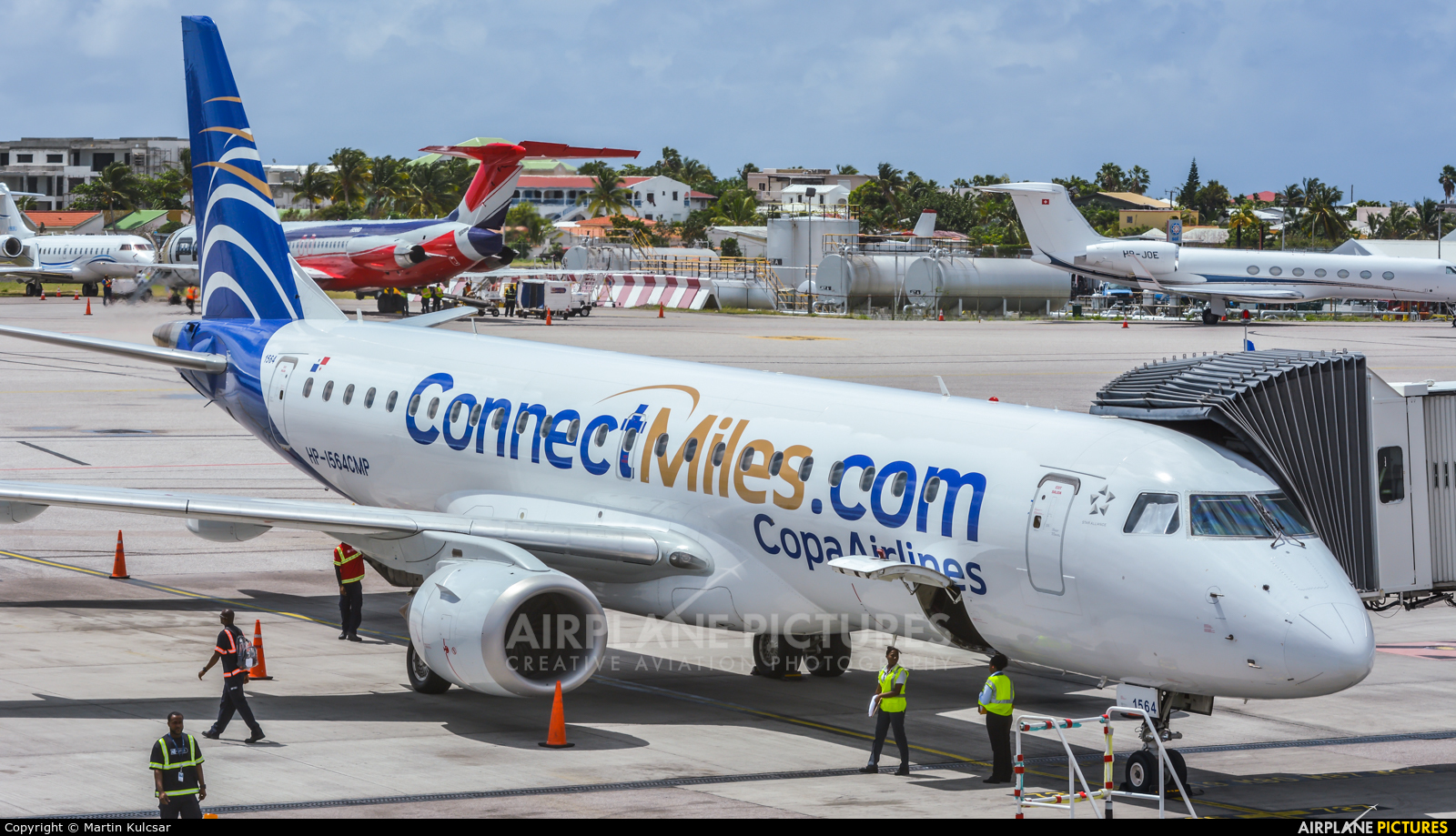
Copa Airlines com a pintura Connectmiles em seu Embraer 190 no Aeroporto_Internacional_Princesa_Juliana (SXM)

ConnectMiles é o programa de passageiro frequente da Copa Airlines, que oferece aos viajantes frequentes a possibilidade de comprar passagens com milhas. Os clientes acumulam milhas em segmentos de voo realizados pela Copa Airlines, United Airlines e outras companhias aéreas membros da Star Alliance. Os benefícios do status Premier incluem check-in prioritário, embarque prioritário, upgrades gratuitos e descontos em assinaturas de salas VIP de aeroporto (Copa Club/United Club). Devido à fusão Continental-United, a Copa Airlines descontinuou o programa de passageiro frequente OnePass em 31 de dezembro de 2011 e adotou o programa MileagePlus em 3 de março de 2012.
Em março de 2015, a Copa Airlines anunciou que iria descontinuar o programa MileagePlus em favor de um novo programa de passageiro frequente chamado ConnectMiles. O novo programa foi totalmente implementado em 1º de julho de 2015.

### Copa Club
Copa Club é o programa de adesão a Sala VIP da Copa Airlines operado em conjunto com a United Airlines. O Copa Club Lounge está localizado em seu hub no Aeroporto Internacional de Tocumen, Cidade do Panamá, Panamá. Os lounges oferecem comodidades para os viajantes e os membros também têm acesso a lounges afiliados em todo o mundo. As localidades da Copa Club na América Central e no Caribe incluem:
| - Aeroporto Internacional Augusto César Sandino (Nicaragua) - Aeroporto Internacional Juan Santamaría (Costa Rica) - Aeroporto Internacional Las Américas (Santo Domingo) - Aeroporto Internacional La Aurora (Guatemala) - Aeroporto Internacional El Dorado (Bogota) - Aeroporto Internacional José María Córdova (Medellin) - Aeroporto Internacional de Tocumen (Panama) |

## Acidentes e incidentes
- Em 6 de junho de 1992: Voo Copa Airlines 201, um Boeing 737-200, partiu da cidade de Panamá com destino à cidade de Cáli, Colômbia. Ao sobrevoar o Região de Darién, uma falha no giroscópio desorientou o capitão da aeronave, o que resultou na perda de controle do avião. Como resultado deste infeliz acidente, foram registradas 47 vítimas fatais que estavam a bordo do voo.

- 19 de novembro de 1993: Voo 301 da Copa Airlines, um Boeing 737-100 derrapou na pista ao pousar no Aeroporto Internacional de Tocumen, em um voo vindo de Miami, Estados Unidos, com 86 passageiros e seis tripulantes a bordo. Os pilotos não conseguiram alinhar a aeronave com a pista devido aos fortes ventos cruzados. Nenhum ferimento foi relatado e o avião foi cancelado.[5]

- Em 21 de maio de 2012: por volta das 22h, um avião da Copa Airlines procedente de Guayaquil, Equador, com 107 passageiros, saiu da pista ao pousar em Aeroporto Internacional de Tocumen. A turbina direita da aeronave foi afetada após contato com a área verde da pista. Nenhum passageiro ficou ferido.

- Em 30 de novembro de 2012: às 17h30, um avião da Copa Airlines derrapou na pista no extremo norte do Antigo Aeroporto Internacional Mariscal Sucre, em Quito. Os 155 passageiros e seis ocupantes foram evacuados sem problemas. A operação terminou uma hora depois, por volta das 18h30.

- Em 31 de janeiro de 2019: um Boeing 737-800 da Copa Airlines fez um pouso de emergência no Aeroporto Internacional de Tocumen após receber a ingestão de um pássaro em um de seus motores. O avião estava no voo CM358 de Cidade do Panamá para Cidade da Guatemala.

- Em 26 de setembro de 2022: o voo 135 da Copa Airlines, um Boeing 737-800 cobrindo a rota Cidade do México - Cidade do Panamá, derrapou na pista na noite daquele 26 de setembro ao pousar no Aeroporto Internacional de Tocumen na capital panamenha, aparentemente em meio a condições climáticas adversas. O voo transportou 159 passageiros e sete tripulantes, que foram evacuados de emergência pelos escorregadores da aeronave. Felizmente, não houve vítimas fatais ou feridos nesse incidente.

## No Brasil
A companhia oferece mais de 80 frequências semanais entre o Brasil e o Panamá, saindo de São Paulo-Aeroporto de Guarulhos, Rio de Janeiro-Aeroporto do Galeão, Brasília, Belo Horizonte, Manaus, e de Porto Alegre, sempre com destino à Cidade do Panamá, com Boeings 737-700, 737-800, 737 Max 9. Em Junho de 2019 os voos para Fortaleza foram encerrados, por não atender a demanda de passageiros esperada. A empresa começa operar a partir de 25 de junho de 2024 suas operações no Aeroporto Internacional de Florianópolis .